# 若望-保禄·韦斯科
若望-保禄·韦斯科（法語：Jean-Paul Vesco，法語發音：[ʒɑ̃pɔl vɛsko]；1962年3月10日—）是法国-阿尔及利亚裔天主教会枢机主教，现任阿尔及尔总主教。他的大部分神职生涯都在阿尔及利亚度过，曾于2012年至2021年担任奥兰教区主教。他是多明我会成员，并曾于2010年至2012年担任法国多明我会会长。2024年12月7日，他被教宗方济各擢升为枢机主教。

## 生平
若望-保禄·韦斯科于1962年3月10日出生于里昂。在获得法学学位后，他在里昂从事律师职业七年，随后于1995年加入多明我会，并于1996年9月14日发愿成为修士。2001年6月24日，韦斯科被祝圣为多明我会神父。他的叔叔若望-路加·韦斯科（934–2018）同样是多明我会會士，还是一位圣经学者，曾于1984年至1991年担任耶路撒冷圣经学校院长，并于1976年至1984年领导特莱姆森的多明我会。在耶路撒冷圣经学校完成学业后，他于2002年10月6日前往阿尔及利亚奥兰教区的特莱姆森，这项派遣重建了多明我会自主教伯多祿·克拉弗里被刺杀六年后中断的在该教区存在。2005年至2010年期间，他担任奥兰教区副主教，2007年至2010年间还兼任教区的财务总管。2007年10月16日，他被选为特莱姆森多明我会会长。
2010年12月，韦斯科当选为法国多明我会会长，并于2011年1月11日正式在巴黎就任。
2012年12月1日，教宗本篤十六世任命他为奥兰教区主教。2013年1月25日，他在奥兰主教座堂接受了主教祝圣礼，由里昂总主教斐理伯·巴尔巴兰枢机主礼，阿尔及尔总主教加利卜·梅瑟·阿卜杜拉·贝德尔和奥兰教区荣休主教亞豐索·若尔热协礼。
2015年，韦斯科呼吁教会重新审视对离婚后再婚教友的态度。他写道：“教会对离婚再婚者的规章纪律长期以来一直令我感到困扰，甚至让我感到震惊，因为它在没有顾及个人具体处境的情况下，使许多人承受了本不必要的痛苦。”此外他还承担了一项重要且敏感的任务，即组织2018年为纪念19位阿尔及利亚殉道者真福品册封举行的庆典活动。
2021年12月27日，教宗方济各任命韦斯科为阿尔及尔总主教。2023年2月27日，阿尔及利亚总统阿卜杜勒-马吉德·特本通过总统令授予韦斯科阿尔及利亚国籍。2024年10月6日，教宗方济各宣布计划将于12月8日擢升韦斯科为枢机，不过之后将仪式日期更改为12月7日。随后教宗方济各在2024年12月7日正式擢升他为枢机，还授予他维蒂尼亚耶稣圣心堂司铎级枢机衔。
韦斯科在2022年曾表示，他预计自己将终身居住在阿尔及利亚。当得知被擢升为枢机时，他说：“我是这座教会的牧人，这座教会致力于成为一座桥梁，促进友爱并与全人类建立联系。我不认为被擢升为枢机会让我远离阿尔及尔和阿尔及利亚，恰恰相反，这项任命将使我更加扎根于此。”
2025年，韦斯科以枢机选举人身份，参加了选出教宗良十四世的秘密会议。